# 雙子麵

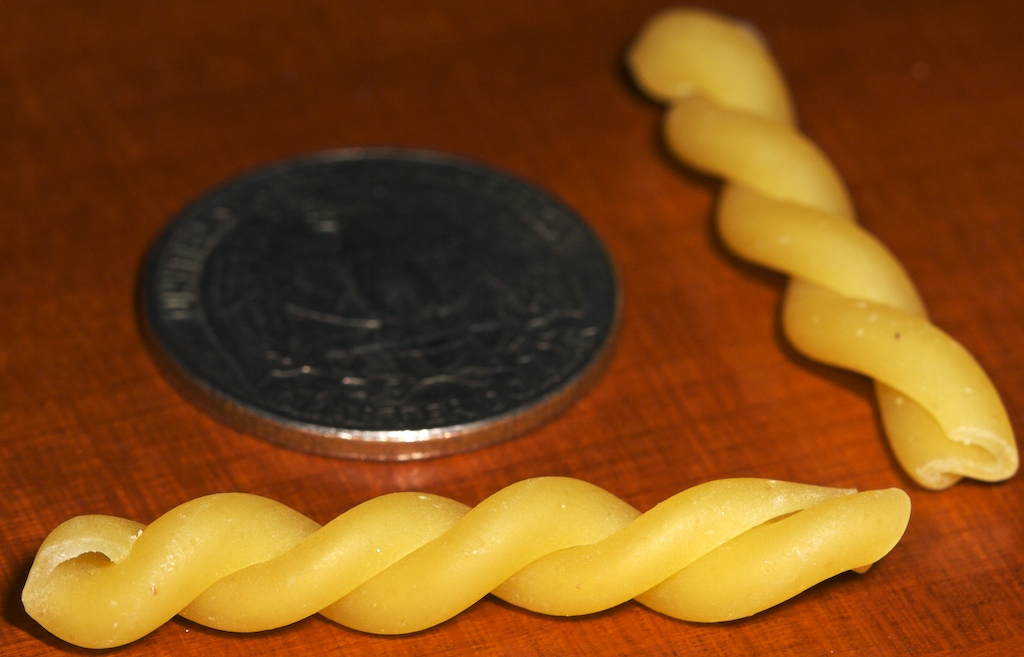
雙子麵

雙子粉（義大利語：Gemelli）是一種螺旋狀的的義大利麵，得名於形似雙股螺旋之螺旋S形麵體，意大利文意思為雙子。其外观和螺旋粉极像。

## 連結
1. ↑  . 好豆美食.   [2016-01-24]. （原始内容存档于2016-01-29） （中文）.